# Malagoniella magnifica
Malagoniella magnifica är en skalbaggsart som beskrevs av Vladimir Balthasar 1939. Malagoniella magnifica ingår i släktet Malagoniella och familjen bladhorningar. Inga underarter finns listade i Catalogue of Life.